# Klesia Garcia Andrade
Klesia Garcia Andrade, (Londrina, 1 de outubro de 1979) é uma professora universitária, compositora e arranjadora brasileira.
Especialista em Educação Musical (EMBAP-Curitiba) e Teologia (IBÁS-Londrina) e graduada em Licenciatura em Música (UEL-Londrina). Desenvolveu oficinas e cursos na área de educação musical através do canto coral.

## Biografia
Filha de Maria Garcia e João Andrade, foi iniciada na música por influência familiar. Seus primeiros instrumentos, que marcariam toda sua carreira e estilo musical, foram o teclado e o piano no ambiente religioso, tendo o aprendizado e desenvolvimento da percepções harmônico-rítmicas provenientes de estudo acadêmico, participação em bandas de MPB e diversos grupos musicais e corais.
Em 1997, concluiu o curso técnico em magistério, no Colégio Maria do Rosário Castaldi de Londrina - Paraná.
Graduou-se em Licenciatura em Música, na Universidade Estadual de Londrina – PR, em 2001.
Pós-Graduação: Especialização em Teologia – Música, no Instituto Bíblico Ágape Smith – IBÁS, Londrina – PR, também em 2001.
Pós-Graduação: Especialização em Educação Musical, na Escola de Belas Artes do Paraná –EMBAP, Curitiba – PR em 2006.
Título de Mestre em Educação Musical em 2015 pela Universidade Federal da Paraíba - UFPB.

## Compositora e arranjadora
Diversas obras têm sua composição e arranjo.

## Obras publicadas
- MONTAGNINI, Rosely Cardoso; CAVA, Laura C. C.; ANDRADE, Klesia Garcia. Ensino das Artes e da Música. São Paulo: Pearson Prentice Hall, 2009.
- LELIS, Oleide; SCHIMITI, Lucy M.; GARCIA, Klesia. Projeto “um canto em cada canto”: o social e o musical mediado pela atividade coral . Associação Brasileira de Educação Musical (ABEM) 2009.
- Publicação de artigo no periódico do 13º Simpósio Paranaense de Educação Musical – SPEM (2007), com o título Educação Musical e Projeto Social: um estudo de caso sobre a prática musical no Projeto Congada de Chico Rei.
- Arranjos e Acompanhamentos no livro Canções Infantis 2 do Ministério de Louvor e Adoração da Primeira Igreja Batista de Curitiba «Site PIB Curitiba».
- Publicação de artigo no periódico do 8º Simpósio Paranaense de Educação Musical – SPEM (2002), com o título Educação Musical Através da Voz: Uma Experiência com alunos do Ensino Fundamental (5ª e 6ª séries).
- Produção de arranjos para piano do método “Como é Bom Ler Música” de Regina Grossi - Irmãos Vitalle.

## Trabalhos

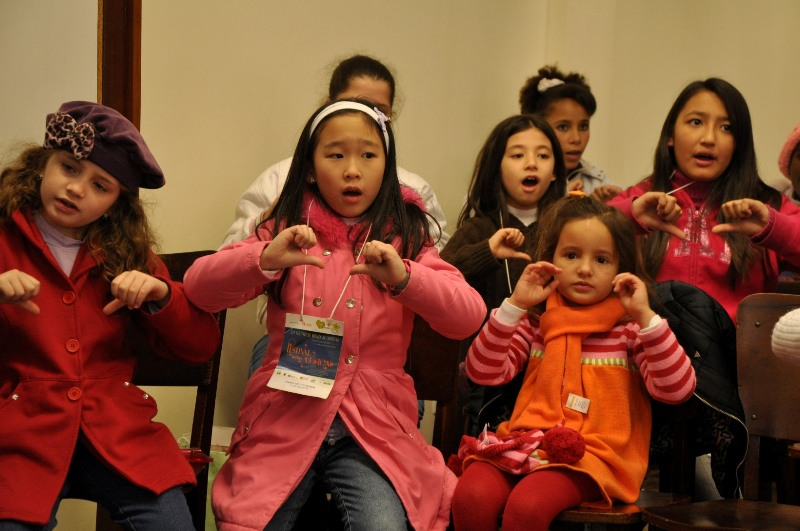
Klesia Garcia em ensaio coral

- Pianista dos Coros Infantil e Juvenil da Universidade Estadual de Londrina (temporário) no ano de 2012.
- Regente, pianista e arranjadora do Projeto “Educação Musical Através do Canto Coral – um canto em cada canto”, em escolas da rede pública do município de Londrina – PR, de 2002 a 2012 «Site oficial».
- Ministra de Música da Igreja Batista Catuaí, em Londrina – PR, de 2007 a 2012 «ibcatuai.com.br»
- Pianista do Coral Infantil Crystal-Vectra, em Londrina – PR, de 2006 a 2012.
- Coordenadora e regente do coral infantil Irmã Guerra, em Nazaré da Mata - PE, em 2013.
- Pianista da Primeira Igreja Presbiteriana de Recife em 2014.
- Professora da UFPE (Universidade Federal de Pernambuco), atualmente.